# Centrosema acutifolium
Centrosema acutifolium är en ärtväxtart som beskrevs av George Bentham. Centrosema acutifolium ingår i släktet Centrosema och familjen ärtväxter. Inga underarter finns listade i Catalogue of Life.